# BMW 320
BMW 320 — автомобіль середнього класу німецької компанії BMW (липень 1937–1938 років), що прийшов на заміну моделі BMW 329. Його виробляли на заводі в Айзенах.

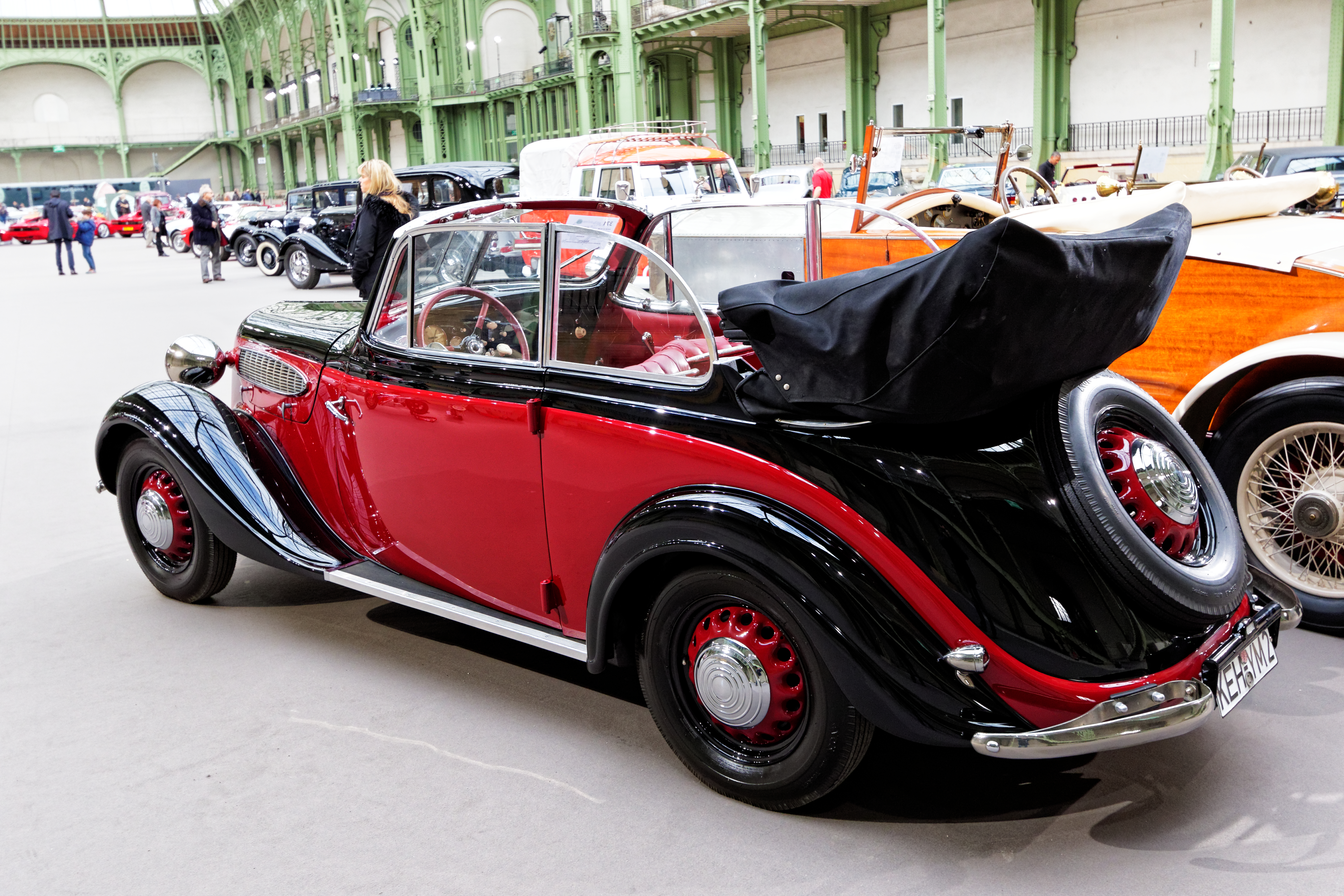

Модель збудували на скороченому шасі моделі BMW 326 та запозиченому з моделі 329 6-циліндровим верхньоклапанний рядним мотором з двома карбюраторами об'ємом 1911 см³, потужністю 45 к.с. (33 кВт) при 3750 об/хв. Після випуску 640 машин вирішили використати мотор з моделі 326 об'ємом 1971 см³ потужністю 45 к.с. з одним карбюратором Solex 30 BFLVS. Також з 326 походила 4-ступінчаста коробка передач. Автомобіль розганявся 0-100 км/год за 35,5 сек і максимальна швидкість становила 115 км/год. Ходова частина відповідала моделям 319 / 329. Гідравлічні гальма мали привід на усі колеса. Як і у машин вищого класу модель 320 отримала цільнометалевий кузов, який виготовляла берлінська фабрика Ambi-Budd. Зовні вона дещо нагадувала модель 326, але отримала виключно дводверні кузови. BMW 320 випускали з кузовами лімузин за 4500 марок (2416 машин), 4-місний кабріолет за 5250 марок (1635 машин) та 189 шасі. Кабріолет з кузовом фабрики Ройтер вартував 5975 марок. Загалом було виготовлено 4240 машин даної моделі, яку замінила 1939 модель BMW 321.